# Паласуело-де-Ведіха
Паласуело-де-Ведіха (ісп. Palazuelo de Vedija) — муніципалітет в Іспанії, у складі автономної спільноти Кастилія-і-Леон, у провінції Вальядолід. Населення — 237 осіб (2010).
Муніципалітет розташований на відстані близько 210 км на північний захід від Мадрида, 45 км на північний захід від Вальядоліда.

## Демографія
Динаміка населення (INE ):